# غابي إيستمان
غابي إيستمان (بالإنجليزية: Gabe Eastman)‏ هو لاعب كرة قدم أمريكي، ولد في 7 مارس 1977 في موديستو في الولايات المتحدة. لعب مع تشارلستون بيتري وسان خوسيه إيرثكويكس وفيرجينيا بيتش مارينرز ولوس أنجلوس غلاكسي.